# Irene Neumann-Hartberger
Irene Neumann-Hartberger (* 17. Dezember 1974 in Wiener Neustadt) ist eine österreichische Politikerin der Österreichischen Volkspartei (ÖVP). Vom 9. Jänner 2020 bis zum 13. Oktober 2021 und vom 9. Dezember 2021 bis zum 23. Oktober 2024 war sie Abgeordnete zum Nationalrat, seit dem 7. März 2025 ist sie erneut Abgeordnete.

## Leben

### Ausbildung und Beruf
Irene Neumann-Hartberger besuchte nach der Volksschule in Markt Piesting die Unterstufe des Bundesgymnasiums Babenbergerring in Wiener Neustadt und anschließend die Höhere Bundeslehranstalt für Landwirtschaft und Ernährung in Sitzenberg-Reidling, wo sie 1993 maturierte. Seit 1995 führt sie einen Landwirtschaftsbetrieb im Vollerwerb. Sie ist seit 2015 Mitglied im Aufsichtsrat der Boden- und Grunderwerbsgenossenschaft Niederösterreich, seit 2016 Aufsichtsratsmitglied der Raiffeisen-Holding Niederösterreich-Wien und seit 2019 der Niederösterreichischen Versicherung.
Neumann-Hartberger ist verheiratet, Mutter zweier Söhne und lebt in Stollhof in der Gemeinde Hohe Wand.

### Politik
Neumann-Hartberger war im Verein Die Bäuerinnen, der Bäuerinnenorganisation der Landwirtschaftskammer, von 2009 bis 2015 Gebietsbäuerin im Gebiet Wiener Neustadt und von 2014 bis 2019 Bezirksbäuerin in Wiener Neustadt. 2015 wurde sie Landesbäuerin in Niederösterreich. Seit 2009 ist sie Obmann-Stellvertreterin im Bauernbund im Teilbezirk Wiener Neustadt, seit 2010 Landeskammerrätin der Landwirtschaftskammer Niederösterreich und seit 2019 Obmann-Stellvertreterin im Niederösterreichischen Bauernbund. Seit 2010 ist sie außerdem Mitglied des Bezirksparteivorstandes der ÖVP Wiener Neustadt.
Bei der Nationalratswahl 2019 kandidierte sie für die ÖVP auf dem 16. Platz der Bundesliste sowie auf dem achten Listenplatz im Landeswahlkreis Niederösterreich und dem vierten Platz im Regionalwahlkreis Niederösterreich Süd. Am 10. Jänner 2020 wurde sie in der XXVII. Gesetzgebungsperiode als Abgeordnete zum österreichischen Nationalrat angelobt, wo sie Mitglied im Ausschuss für Bauten und Wohnen, im Ausschuss für Forschung, Innovation und Digitalisierung, im Kulturausschuss sowie im Verfassungsausschuss wurde. Sie rückte für Sebastian Kurz nach, der Bundeskanzler der Bundesregierung Kurz II wurde, und übernahm dessen Mandat auf der Bundesliste.
Im Jänner 2020 wurde sie für weitere fünf Jahre zur Landesbäuerin gewählt, Stellvertreterin wurde unter anderem Andrea Wagner. Im April 2021 wurde sie als Nachfolgerin von Andrea Schwarzmann zur Bundesbäuerin, der Vorsitzenden der Arbeitsgemeinschaft (ARGE) Österreichische Bäuerinnen, gewählt. Unter Präsident Georg Strasser wurde sie im Juni 2021 zur Vizepräsidentin des Österreichischen Bauernbundes gewählt.
Nach dem Bekanntwerden der ÖVP-Korruptionsaffäre im Oktober 2021 und dem Rücktritt von Bundeskanzler Sebastian Kurz musste Irene Neumann-Hartberger ihr Mandat aufgrund der Rückkehr von Kurz in den Nationalrat abgeben. Nach dem Rückzug von Sebastian Kurz aus der Politik im Dezember 2021 kehrte sie in den Nationalrat zurück.
2021 wurde sie Vizepräsidentin der Präsidentenkonferenz der österreichischen Landwirtschaftskammer unter Präsident Josef Moosbrugger, im Juni 2022 wurde sie in dieser Funktion bestätigt. Für die Nationalratswahl 2024 wurde sie hinter Spitzenkandidat Christian Stocker ÖVP-Listenzweite im Regionalwahlkreis Niederösterreich Süd und auf Platz 14 der ÖVP-Bundesliste gereiht. Sie erhielt kein Mandat und schied mit 23. Oktober 2024 aus dem Nationalrat aus. Im Jänner 2025 wurde sie als Landesbäuerin bestätigt.
Nach der Bildung der Bundesregierung Stocker zog sie am 7. März 2025 erneut in den Nationalrat ein. In der XXVIII. Gesetzgebungsperiode wurde sie im ÖVP-Parlamentsklub Bereichssprecherin für Petitionen und Bürgerinitiativen. Im April 2025 wurde sie für weitere vier Jahre als Bundesbäuerin wiedergewählt, im Mai 2025 wurde sie als Vizepräsidenten des Bauernbundes bestätigt.